# Eero Tarasti
Eero Aarne Pekka Tarasti (Helsinki, 27 de septiembre de 1948) es un musicólogo y semiólogo finlandés, que desarrolló la mayor parte de su carrera docente y de investigación en la Universidad de Helsinki. En 2014 recibió el doctorado honoris causa por la universidad de Aix-Marsella (Francia).

## Biografía
Obtuvo su doctorado en la universidad de Helsinki en 1978 con una tesis sobre los Richard Wagner, Jean Sibelius e Igor Stravinsky. Tarasti fue entonces contratado por la Universidad de Jyväskylä entre 1979 y 1984, donde fue nombrado profesor de educación artística en 1979 y profesor de musicología en 1983. En 1984, obtuvo una plaza de profesor de musicología en Helsinki, y en años subsiguientes ocupó cargos presidenciales en numerosas asociaciones semióticas y musicales. Ha escrito y editado numerosos libros dedicados a enfoques semióticos de la música. En 2004 fue nombrado presidente de la Asociación Internacional de Estudios Semióticos (IASS-AIS), con especial actividad en Imatra, Helsinki y Tartu.

## Trabajo
Es el fundador de la escuela de narratología musical, seguido por Márta Grabócz en Francia. Este movimiento, que busca estudiar los "tópicos" musicales como marcas de una narratividad musical, ha sufrido críticas, en particular de Jean-Jacques Nattiez que lo critica por ser un enfoque demasiado literario de la música, pero también demasiado ambiguo (la ambigüedad se encuentra de hecho en el estado intrínseco o extrínseco dado a la narratividad en relación con la música). De cualquier manera, la amplitud de sus enfoques sobre la semiótica musical han permitido que su libro Signs of Music: A Guide to Musical Semiotics sea considerado un clásico en la materia, mientras que otro libro suyo, Existential Semiotics es considerado un texto fundamental para la semiótica en relación con los estudios poscoloniales.